# Nabój 5,45 × 39 mm

Nabój 5,45 × 39 mm
A: Płaszcz pocisku;
B: Stalowy rdzeń;
C: Wydrążony czubek;
D: Ołowiana okładzina;
E: Ładunek miotający

5,45 × 39 mm – radziecki nabój pośredni, następca naboju 7,62 × 39 mm wz. 43.

## Historia
Pierwsze prace nad amunicją pośrednią o kalibrze poniżej 6 mm rozpoczęto w ZSRR już przed II wojną światową, jednak zostały one przerwane przez wybuch wojny. Kiedy w 1943 roku przyjęto do uzbrojenia nabój pośredni wz. 43 miał on kaliber znormalizowany z nabojem karabinowym 7,62 × 54 mm R.
Po wojnie prac nad nowymi typami amunicji nie prowadzono. Dopiero wprowadzenie do uzbrojenia US Army karabinu M16 i naboju 5,56 × 45 mm M193 w 1964 spowodowało wznowienie prac nad małokalibrowym nabojem pośrednim. Na początku lat 70. XX wieku zespół konstruktorów kierowany przez W.M. Sabielnikowa zaprojektował nowy nabój o kalibrze 5,45 mm.
W połowie lat 70. przeprowadzono w ZSRR konkurs na nowy karabin zasilany amunicją 5,45 mm. W wyniku konkursu do uzbrojenia przyjęto zmodernizowany karabin AK, jako AK-74. Nowy karabin szybko znalazł się na wyposażeniu oddziałów Armii Radzieckiej walczących w Afganistanie, a z czasem stał się podstawowym uzbrojeniem radzieckich żołnierzy, wypierając z uzbrojenia karabiny AKM.
W latach 80. nabój 5,45 × 39 mm zaczął wypierać z uzbrojenia nabój 7,62 mm wz. 43 w większości armii państw Układu Warszawskiego. Pod koniec lat 80. nabój 5,45 × 39 mm przyjęto do uzbrojenia Ludowego Wojska Polskiego. Jednocześnie do uzbrojenia wprowadzono karabin wz. 88 Tantal. Po przyjęciu Polski do NATO, karabin wz. 88 wycofano z uzbrojenia, zastępując go karabinem wz. 96 Beryl kalibru 5,56 × 45 mm.
Obecnie nabój 5,45 × 39 mm jest przepisowym nabojem armii rosyjskiej i armii niektórych państw powstałych po rozpadzie ZSRR.

## Budowa pocisku
Pocisk naboju 5,45 × 39 mm ma oryginalną budowę, niespotykaną w pociskach innych naboi. W przedniej części pocisku znajduje się duża pusta przestrzeń. W tylnej części płaszcza znajduje się stalowy rdzeń otoczony ołowianą koszulką.
W momencie trafienia ołowiana koszulka przesuwa się do przodu. powoduje przesunięcie środka ciężkości pocisku. W efekcie pocisk zaczyna koziołkować i znaczną część drogi pokonuje bokiem. Koziołkowanie pocisku w ranie jest typowe dla większości pocisków o wydłużonym kształcie, ale dzięki budowie pocisku 5,45 mm proces ten zaczyna się zaledwie po przebyciu 7–10 cm (w przypadku naboju wz. 43 pocisk zaczyna koziołkować po przebyciu 25 cm), w rezultacie czego powoduje on znacznie groźniejsze obrażenie niż pocisk 7,62 mm wz. 43.

## Wymiary naboju
Wymiary naboju 5,45 × 39 mm. Wszystkie wymiary podane są w milimetrach.